# Makan Diawara
Makan Diawara (* 24. Juli 2002) ist ein malischer Fußballspieler.

## Karriere
Makan Diawara erlernte das Fußballspielen in Mali in der Jugendmannschaft des AS Mansa. Im Juli 2022 ging er nach Asien, wo er in Thailand einen Vertrag beim Raj-Pracha FC unterschrieb. Der Verein aus der Hauptstadt Bangkok spielt in der zweiten thailändischen Liga, der Thai League 2. Sein Zweitligadebüt gab Diawara am 13. August 2022 (1. Spieltag) im Heimspiel gegen den Phrae United FC. Hier stand der Innenverteidiger in der Startelf. In der 75. Minute wurde er gegen Chutiphan Nobnorb ausgewechselt. Das Spiel endete 2:2. Diaware bestritt in der Hinrunde 17 Ligaspiele für den Hauptstadtverein. Im Dezember 2022 wechselte er zum ebenfalls in der zweiten Liga spielenden Samut Prakan City FC. Für den Klub aus Samut Prakan bestritt er 12 Zweitligaspiele. Nach der Saison wurde sein Vertrag nicht verlängert. Zu Beginn der Saison 2022/23 unterschrieb er einen Vertrag beim Thai League 3Drittligisten Muang Loei United FC. Mit dem Verein aus Loei spielte er 24-mal in der North/Eastern Region der Liga. Im Sommer 2024 wurde sein Vertrag nicht verlängert.